# Metropolitan Football Academy
El Metropolitan Football Academy és un club porto-riqueny de futbol de la ciutat de San Juan.

## Palmarès
- Puerto Rico Soccer League:[2]
  - 2016[3][4]